# Rżyska (Mielec)
Rżyska  (dawn. Rzyska) – dawniej samodzielna wieś, od 1985 część Mielca. Leży na prawym brzegu Wisłoki, na południowy wschód od centrum miasta w okolicy ulicy Inwestorów.

## Historia
Dawniej odrębna miejscowość i gmina jednostkowa w Bezirk Mielec, licząca w 1854 roku 270 mieszkańców. Następnie zniesiona i włączona do jednostkowej gminy Wojsław. 1 kwietnia 1925 z gminy Wojsław wyłączono Rżyska i folwarki Wojsław Dwór i Rżyska Dwór, włączając je do gminy jednostkowej Rzochów. 1 kwietnia 1930 Rżyska (oprócz niektórych parceli) włączono z powrotem do gminy Wojsław.
1934–1954 w gminie Mielec, 1954–1973 w gromadzie Wojsław. 1973–1984 ponownie w gminie Mielec. Wtedy też część Wojsławia włączono do Mielca.. 1 stycznia 1985 Rżyska (jako część Wojsławia) włączono do Mielca.